# Sabethes bipartipes
Sabethes bipartipes är en tvåvingeart som beskrevs av Dyar och Frederick Knab 1906. Sabethes bipartipes ingår i släktet Sabethes och familjen stickmyggor. Inga underarter finns listade i Catalogue of Life.